# Karl William Kapp
Karl William Kapp (geboren 27. Oktober 1910 in Königsberg; gestorben 10. April 1976 in Dubrovnik) war ein deutscher Nationalökonom und begründete mit seinem Hauptwerk Soziale Kosten der Marktwirtschaft eine politische Ökonomie der Umwelt.

## Leben
Karl William Kapp wurde 1910 in Königsberg, Ostpreußen geboren. Hier wuchs er zur Zeit des deutschen Kaiserreichs und der Weimarer Republik in einem humanistischen Familien- und Bildungsumfeld auf, zu dem auch der Schriftsteller Ernst Wiechert zählte. Das Studium der Staatswissenschaft führte Kapp an die Universitäten von Königsberg und Berlin. Bereits 1933 emigrieren Kapp und seine spätere Ehefrau und mehrfache Koautorin Lore Masur nach Genf in die Schweiz. Vor allem Lores jüdische Herkunft, aber auch beider humanistisches Bewusstsein und politische Einstellung waren Gründe, das Heimatland zu verlassen, das ihnen als Nazideutschland keine Sicherheit mehr bot. In Genf bewegten sich beide im Umfeld der „Frankfurter Schule“, die für eine Übergangszeit hier ihr Exil verbrachte und Kapp trug mit seiner Dissertation „Planwirtschaft und Aussenhandel“ (1936) zur „Planungsdebatte“ bei. Die an die Columbia University emigrierte und in „Institute for Social Research“ umbenannte „Frankfurter Schule“ gewährte den Kapps 1937 ein Stipendium und ermöglichte somit das Exil in den Vereinigten Staaten von Amerika. Hier arbeitete Kapp insgesamt fast drei Jahrzehnte als Dozent an der Columbia University und der New York University (1938–1945), später als Assistenzprofessor der Wesleyan University in Connecticut (1945–1950) und als ordentlicher Professor am Brooklyn College der City University of New York (1950–1965). 
Zwischen 1958 und 1964 verbrachten die Kapps drei Forschungsaufenthalte in Indien und auf den Philippinen, in denen sie den Grundstein für die ökologische Entwicklungstheorie legten. Im Jahre 1965 erhielt Kapp einen Ruf an die Universität Basel als Nachfolger des bedeutenden politischen Ökonomen Edgar Salin, den Kapp als europäischen Humanisten in der Tradition Goethes bezeichnete und mit welchem ihn ein enger Briefkontakt verband. 1972-3 war Kapp Gastprofessor in der von Ignacy Sachs geleiteten Forschungsgruppe zur Entwicklungsplanung an der École Pratique des Hautes Études in Paris. Die zu dieser Zeit einsetzende allgemeine Besorgnis über die Umwelt- und Ressourcenkrise führte zur „Entdeckung“ der Arbeiten Kapps und machte ihn zu einem gefragten Experten. Von Bedeutung waren hier vor allem seine Mitgliedschaft im Expertenkomitee für Entwicklungs- und Umweltfragen der Vereinten Nationen, das die Umweltkonferenz 1972 in Stockholm vorbereitete, und seine Funktion als Vorsitzender der „Brandt-Kommission“ zur Förderung „umweltfreundlicher“ Technologien, deren Bericht 1974 veröffentlicht wurde. Im Jahre 1976 starb Kapp überraschend während einer Konferenz in Dubrovnik.
Bereits seit 1958 untersuchte der Autor die sozio-ökologische Degradierung in Entwicklungsländern. Somit verwendete er die in seinem 1950 erschienenen Pionierwerk über die volkswirtschaftlichen Kosten („Externe Effekte“) der Marktwirtschaft entwickelte Problemperspektive und begründete mit dem „Eco-development“ den Vorläufer der „Nachhaltigen Entwicklung“.

„Karl William Kapp – ein linksliberaler deutscher Ökonom, der lange in der Schweiz und den USA lehrte [...], beeinflusste die wirtschaftspolitische Debatte vor allem mit seiner These, materieller Wohlstand führe keineswegs selbstverständlich zu einer hohen „Lebensqualität“. Wie Erich Fromm, Max Horkheimer oder Ivan Illich zweifelte er am naiven Fortschrittsglauben der „Wirtschaftswunderjahre“. Er schlug vor, Ausgaben für die Reparatur von Umwelt- und Gesundheitsschäden vom Sozialprodukt abzuziehen – mit Blick etwa auf Krebs durch Abgase, verschmutztes Trinkwasser oder Landschaftszerstörung. Kapp sah aber nicht nur die „Folgekosten“ des Konsumrauschs. Auch seine Gedanken zu Effizienzverlusten durch unternehmerische Konkurrenz erscheinen nach wie vor diskutierenswert. Er beschäftigte sich mit möglicherweise überflüssigen „parallelen“ Aktivitäten von Firmen, gerade in Forschung und Marketing. Vor allem hob er eine technologisch nicht begründete Kapitalvernichtung durch Konkurrenz hervor – nämlich die Entwertung leistungsfähiger Maschinen und anderer Produktionsanlagen bis hin zur Schließung ganzer Unternehmen, gerade in den immer wiederkehrenden gesamtwirtschaftlichen Krisen.“

## Stiftung und Kapp-Preise
Die Karl William und Lore L. Kapp Stiftung wurde 1977 gegründet, um die Humanisierung und Integration der Sozialwissenschaften im Sinne der Arbeiten des Ehepaars zu fördern und den Nachlass zu bearbeiten und veröffentlichen.
Seit 2004 verleiht sie auf der Jahrestagung der Vereinigung für Ökologische Ökonomie im zweijährigen Rhythmus den Kapp-Forschungspreis für Ökologische Ökonomie. Die European Association for Evolutionary Political Economy vergibt jährlich in Zusammenarbeit mit der William Kapp Foundation für den besten Artikel im Rahmen der EAEPE Theoretical Perspectives den K. William Kapp Prize.

## Auszeichnungen
- 1952/53: Grant Fund for the Advancement of Education, Ford Foundation.
- 1957/58:  Fulbright Research Professor, Gokhale Institute of Politics and Economics, Poona, Indien.
- 1961/62: Fulbright Professor, University of Rajasthan, Jaipur, Indien.
- 1964: Rockefeller Visiting Professor, University of the Philippines, Dilima-Manila, Philippinen.
- 1971: Consultant, United Nations Conference on the Human Environment, Stockholm 1972.

## Schriften (Auswahl)
- Planwirtschaft und Aussenhandel. Vaillant-Carmanne, Liége 1936 (Dissertation, Universität Genf, 1936).
- Volkswirtschaftliche Kosten der Privatwirtschaft. Mohr (Siebeck), Tübingen 1958 (deutsche Übersetzung von: The Social Costs of Private Enterprise. Harvard University. Press, Cambridge/Massachusetts 1950).
- Staatliche Förderung „umweltfreundlicher“ Technologien. Schwartz, Göttingen 1976, ISBN 3-509-00854-5 (Kommission für wirtschaftlichen und sozialen Wandel. Bd. 74).
- Soziale Kosten der Marktwirtschaft: Das klassische Werk der Umwelt-Ökonomie. Fischer, Frankfurt am Main 1979, ISBN 3-596-24019-0 (Übersetzung von: Social costs of business enterprise, 1963/1978).
- Erneuerung der Sozialwissenschaften: Ein Versuch zur Integration und Humanisierung. Fischer, Frankfurt am Main 1983, ISBN 3-596-24161-8 (Übersetzung von: Toward a science of man in society, 1961).

Herausgeber
- (hrsg. mit Fritz Vilmar, Mitarbeit von Helmut Schmidt) Sozialisierung der Verluste? Die sozialen Kosten eines privatwirtschaftlichen Systems. Hanser, München 1972, ISBN 3-446-11577-3.